# Josef Feller

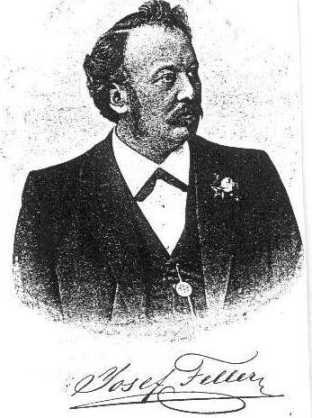
Josef Feller

Josef (Joseph) Feller (* 15. Januar 1839 in Wörth an der Donau; † 4. November 1915 in Chemnitz) war ein bayerischer Mundartdichter, Buchhändler und Verleger.

## Leben
Josef Feller wurde in Wörth an der Donau als Sohn eines Schneidermeisters in eine kinderreiche Familie geboren. Sein Elternhaus wurde bei einem Marktbrand im Jahr 1841 vernichtet. Nach dem Willen seiner Eltern sollte er Geistlicher werden. Allerdings verließ er das Humanistische Gymnasium in Straubing und wandte sich nach seinem Militärdienst in München und Germersheim, wo er als Unteroffizier diente, einer kaufmännischen Lehre zu. Nach seiner Lehrzeit war er in gehobener Stellung tätig. Im Jahr 1863 verließ er Wörth, um in Chemnitz als Prokurist in einem größeren Unternehmen zu arbeiten. Er wurde stellvertretender Direktor der Sächsischen Strickmaschinenfabrik zu Kappel bei Chemnitz. Josef Feller blieb jedoch zeit seines Lebens eng mit Wörth verbunden.
1863 gründete er in Chemnitz die erste Leihbibliothek sowie eine Buchhandlung, zehn Jahre später einen Verlag in der Theaterstraße 8. Zugleich dichtete er und wirkte in zahlreichen Vereinen, wie dem Deutschen Schulverein, dem Deutschen Sprachverein, dem Bayernverein, und vor allem beim kaufmännischen Verein zu Chemnitz, mit. Auch erschien sein erstes Gedichtbuch. Feller entwickelte sich zu einem anerkannten Mundartdichter und verstand es, seine Verse gekonnt vorzutragen. Zahlreiche Einladungen in deutsche Großstädte mit Vorträgen und Vorlesungen seiner Gedichte folgten.
In seiner Leihbibliothek führte er tausende älterer und neuerer Literaturwerke, wie beispielsweise von Karl Stieler, Alfred Brehm, Felix Dahn und Paul Keller.

## Ehrungen und Würdigungen
Josef Feller erhielt wegen seiner Verbundenheit zum Königreich Bayern am 1. Juni 1900 durch Prinzregent Luitpold das Verdienstkreuz des Verdienstordens vom Heiligen Michael. Die Stadt Wörth an der Donau würdigte sein Schaffen durch die Widmung des Straßennamens Josef-Feller-Straße. 1908 erschien ein Beitrag von Professor für Geschichte Richard Graf Du Moulin-Eckart (ab 1900 auch Professor der Technischen Universität München).

## Werke (Auswahl)

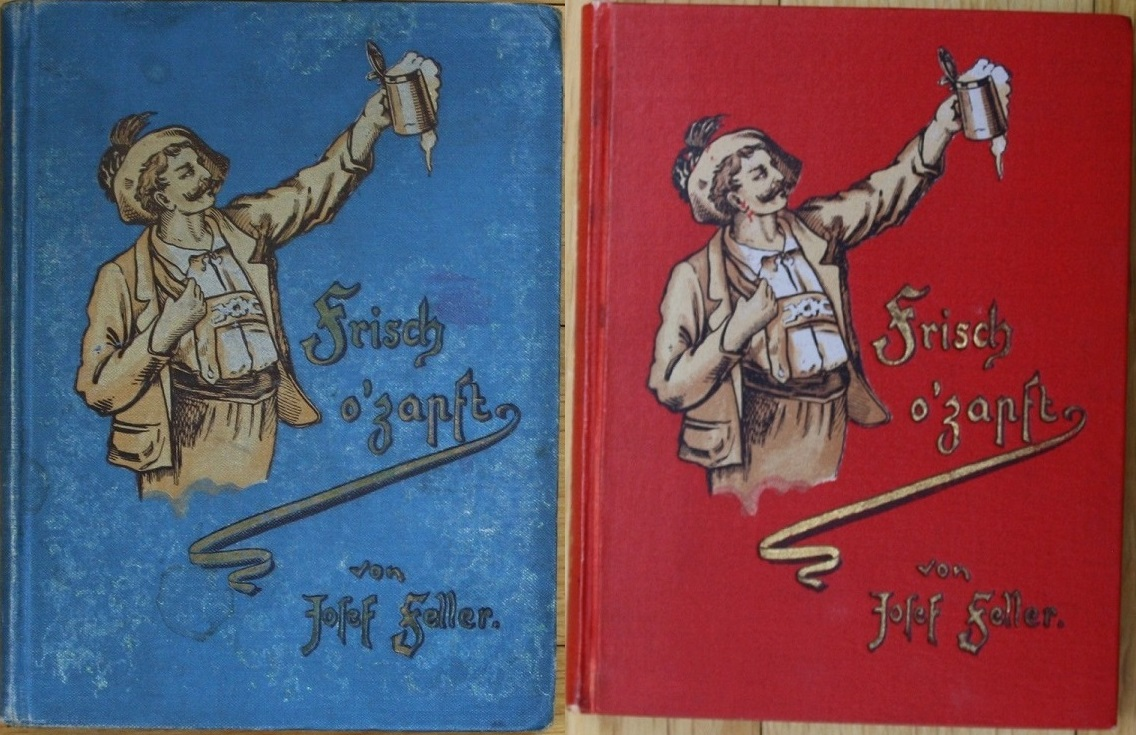
Josef Feller: „Frisch o’zapft“

- 1881: „Viel G’fühl“ – Gschicht’ln und Gedicht’ln in altbayerischer Mundart
- 1881: „Im ersten Jahrzehnt des neuen Reichs“ – Patriotische Gedichtsammlung Liebe, Leid und Lust; Kutschke in Nanzig und Berlin; So grüßen wir den wackeren Oberpfälzer auf das Herzlichste
- 1892: „Frisch o’zapft“ – Neue G’sang’ln in altboarischer Mundart
- 1908: „Doanabatzerl“ – Bayerische Gedichte

### Gedicht von Josef Feller
Kurzer Bescheid
Bei’n fürstlinga Garten

Steht da Aufseher voan Toar.

I hätt’ ma ’n gern o’gschaut

Und frag’ drum ehvoar

Und sag’ zu eahm freundli:

Verzeihgns, liaba Mo’,

Und gebn s’ mar amal Aufschluß,

Ob ma’ durchgeh’ da ko’?

Und mürrisch sagt der Alte:

„Was denkst! Goa koa’ Red’;

Ja, kinna ko’ ma’ scho’,

Aber deafa deaf ma’ net!“

## Sonstiges
Beim Besuch des Königspaars Maximilian II. und Marie von Bayern am 3. Juli 1852 in Wörth an der Donau trug Josef Feller bereits im Alter von 13 Jahren ein vom damaligen Wörther Pfarrer und Mundartdichter Kaspar Deml (1808–1883) geschriebenes Gedicht vor.